# Fráter Jánosné
Fráter Jánosné  (született Porács Rózsa; 1923. november 15. – 1994. december 21.) az MTA Könyvtárának kiemelkedő munkatársa, bibliográfus, a Bolyai-gyűjtemény katalógusának elkészítője.

## Főbb művei
- „Nemzeti részvét emelte”: 100 évvel ezelőtt kezdték építeni az Akadémia palotáját, Budapest, 1962[1]
- Részletek az Akadémiai Könyvtár történetéből (1865–1875), Budapest, 1965.[1]
- A Magyar Tudományos Akadémia Történettudományi Bizottságának működése (1854-1949). Budapest, 1966., (A Magyar Tudományos Akadémia Könyvtárának Közleményei 52. sz.)[2]
- A Bolyai-gyűjtemény, Budapest, 1968.[3]
- A Magyar Tudományos Akadémia állandó bizottságai 1854–1949, Budapest, 1974[1]
- Az Akadémia Könyvtár iratai (1831–1949), Budapest, 1984.[3]
- A Magyar Tudományos Akadémia könyvtárosai, Budapest, 1987.[1]
- Az MTA könyvtári bizottságának iratai 1866–1949, Budapest, 1988.[1]